# Contea di Noble (Ohio)
La contea di Noble (in inglese Noble County) è una contea dello Stato dell'Ohio, negli Stati Uniti. La popolazione al censimento del 2000 era di 14 058 abitanti. Il capoluogo di contea è Caldwell.